# Chapelle Notre-Dame de l'Ortial
La chapelle Notre-Dame de l'Ortial est une chapelle catholique située à Rots, en France.

## Localisation
La chapelle est située dans le département français du Calvados, sur la commune de Rots, à un kilomètre de l'église paroissiale, et dans la vallée de la Mue, dans un lieu dénommé anciennement fief Siméon.

## Historique
Une chapelle existait  déjà au XIIe car quelques fragments de pierres de remploi aux décors géométriques romans sont inclus dans les murs à l'ouest .  Elle est attestée dans les sources écrites à partir de 1291. Le nom est fixé au XIXe. La chapelle n'était pas liée à un manoir mais constitue un rare exemple d'une « chapelle-annexe d'une église-mère » issue d'un maillage religieux ancien du territoire de la paroisse.
La chapelle actuelle a été construite à la fin du XIIIe ou au début du XIVe.
Elle appartenait comme le bourg de Rots à l'abbaye Saint-Ouen de Rouen.
Le patronage de l'église appartenait à l'abbaye aux Hommes de Caen.
La population actuelle l'appelait « chapelle Saint-Siméon » et une messe y était dite lors de la fête de la Trinité. À partir du XIXe et jusqu'en 1937 l'édifice sert de lieu de sépulture à la famille propriétaire d'un manoir proche.
L'édifice est inscrit au titre des monuments historiques depuis le 4 octobre 1932.
La chapelle sert d'étable pendant vingt ans environ, puis un bail emphytéotique de 45 ans est signé en 1980. Des travaux importants sont réalisés alors avec diverses sources de financements, publics et d'associations œuvrant pour la sauvegarde du patrimoine.
Le clocher est refait en 2007 et les vitraux en 2008.

## Architecture
L'édifice actuel, gothique, comporte des remplois d'éléments romans.
Le clocher possède une arcade et ce caractère est rare en Normandie. Il a été réparé au XIXe. La nef, qui possède deux travées, est rectangulaire et sans voûte, et une porte gothique est percée dans le mur nord. La chapelle n'a pas de transept et est bâtie en calcaire local.

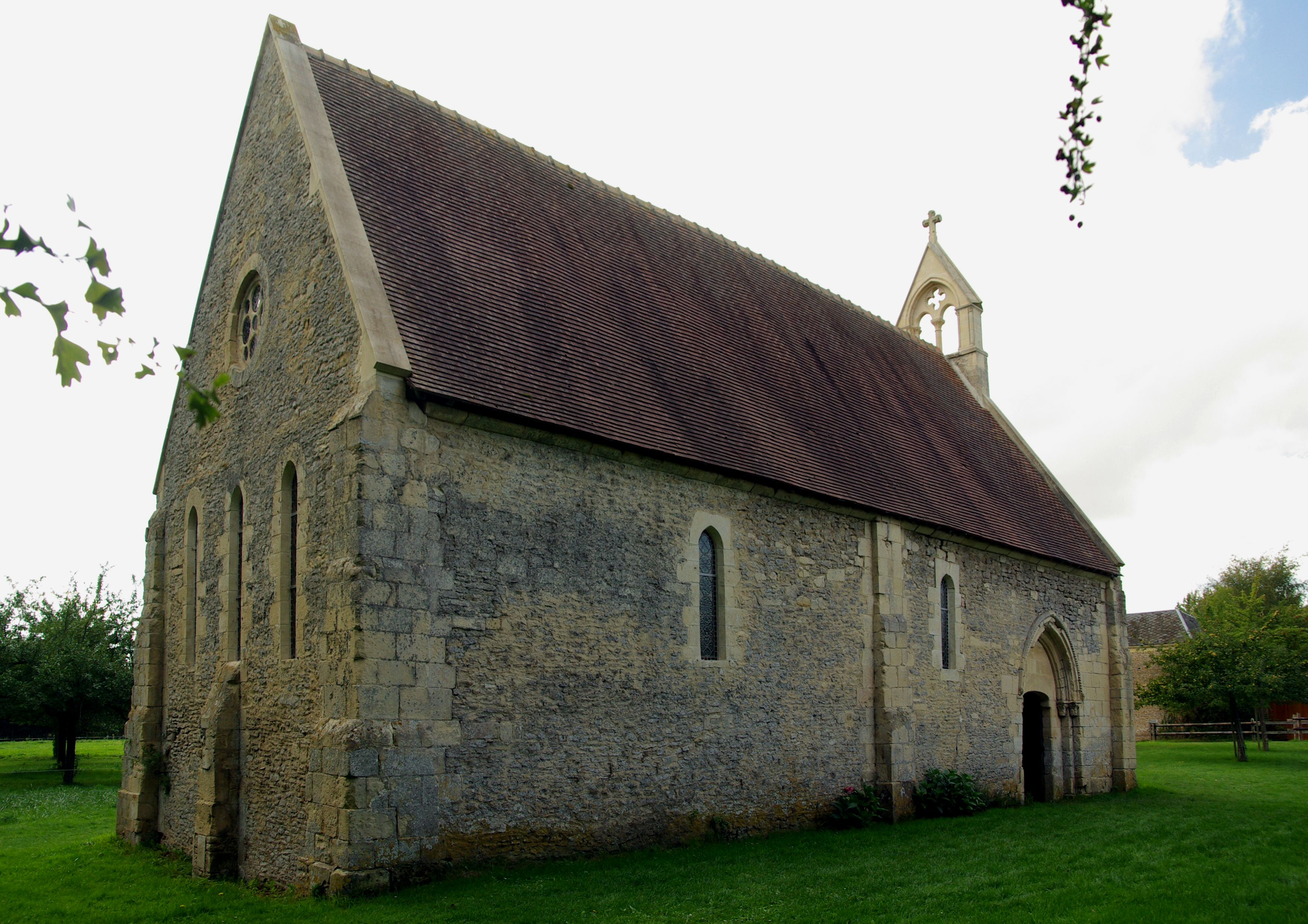
Vue extérieure.
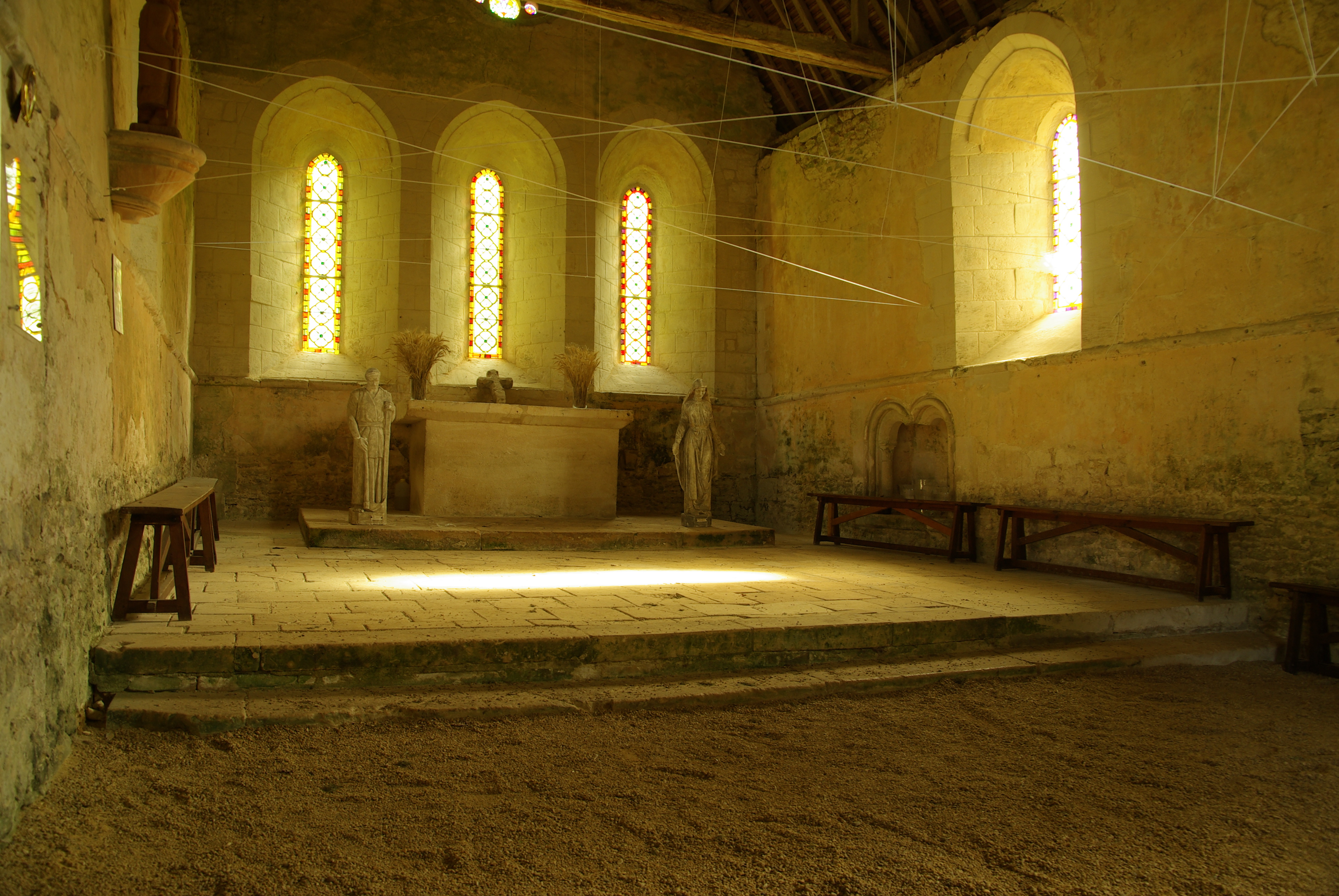
Vue intérieure.
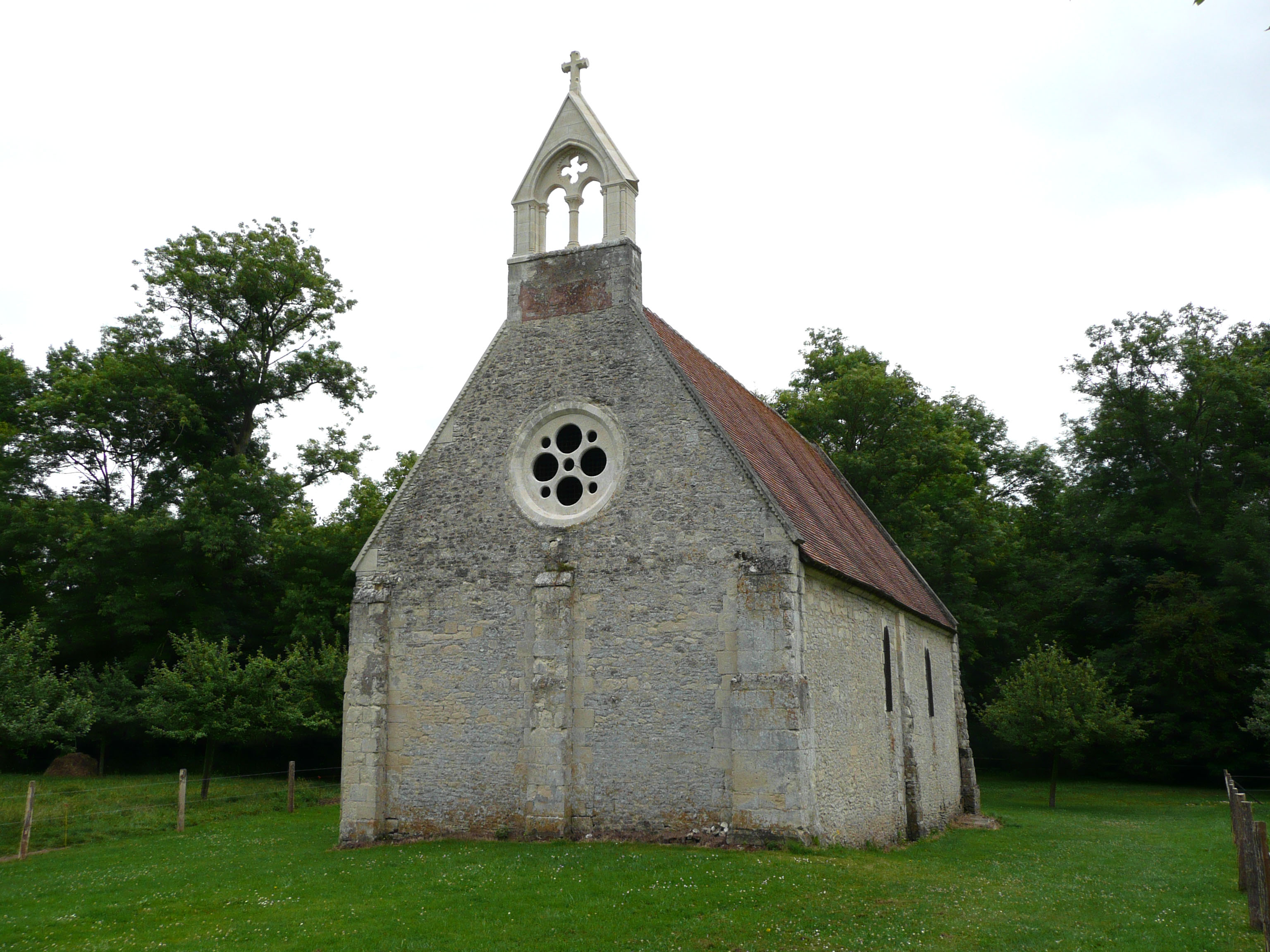
Autre vue extérieure.